# Diédrico Directo
El sistema Diédrico Directo o moderno, a igual que el Sistema Diédrico Tradicional o de Monge, es un método de representación geométrico utilizado para representar figuras y otros elementos tridimensionales en un plano o espacio bidimensional.
Para ello, se proyectan ortogonalmente  los objetos que se pretenden representar en dos planos que son perpendiculares entre sí y que se denominan plano horizontal de proyección (PHP) y plano vertical de proyección (PVP). Las vistas en planta y alzado se sitúan de forma que la planta está por debajo del alzado. Al ser un sistema de proyección ortogonal, las líneas de proyección son perpendiculares a los planos correspondientes. 
A diferencia del tradicional, el sistema diédrico directo prescinde de la línea de tierra, recta intersección de los planos referidos anteriormente, lo que favorece una mejor visión espacial a la hora de representar los diferentes elementos y movernos de las dos a las tres dimensiones o viceversa pues podemos utilizar en la representación los infinitos planos horizontales o verticales de proyección.
Es por ello que es cada vez más utilizado en las escuelas técnicas tanto de ingeniería pero, sobre todo de arquitectura. 